# Йожен Шабу
Йожен Шабу (на френски: Eugène Chaboud) е бивш пилот от Формула 1. Роден на 12 април 1907 година в Лион, Франция.

## Формула 1
Шабу прави своя дебют във Формула 1 в Голямата награда на Белгия през 1950 година. В световния шампионат записва 3 състезания като успява да спечели една точка. Състезава се за Талбот-Лаго.